# Looking for Grace
Looking for Grace è un film del 2015 diretto da Sue Brooks.